# Verbascum erzindschanense
Verbascum erzindschanense är en flenörtsväxtart som beskrevs av Hub.-mor.. Verbascum erzindschanense ingår i släktet kungsljus, och familjen flenörtsväxter. Inga underarter finns listade i Catalogue of Life.